# Базулев, Сергей Васильевич
Сергей Васильевич Базулев (10 октября 1957, Люберцы, Московская область, СССР) — советский футболист, защитник. Мастер спорта СССР (1983).

## Биография
Воспитанник ДЮСШ «Торпедо» Люберцы. После школы служил в армии в спортивной роте в Балашихе.
В 1978 году в составе «Спартака» из Костромы сыграл один матч и сломал ногу. В 1979 играл в «Красной Пресне», откуда на три года перешёл в кировское «Динамо».
Начальник «Динамо» Чернозубов в 1983 посоветовал Базулева своему знакомому Варламову, бывшему помощником у главного тренера московского «Спартака» К. И. Бескова. На следующий год Бесков отчислил Базулева, и он отыграл его в бакинском «Нефтчи».
Сезоны 1986—1988 провёл в московском «Локомотиве». В 1989 году, получив приглашение от нового главного тренера «Спартака» Олега Романцева, с которым вместе играл в 1983 году, вернулся в команду.
Весной 1991 года подписал контракт с финским клубом ОЛС Оулу, где отыграл один сезон. Затем перешёл в ФК «Оулу», но 1 марта 1992 года перед стартом чемпионата во время матча в манеже столкнулся головой с другим футболистом, упал и ударился головой о бетонный пол, на котором было размещено синтетическое покрытие без обязательной резиновой «подушки». В результате Базулев неделю провёл в коме, потерял память, ему была удалена гематома мозга. После многолетней реабилитации память почти полностью восстановилась.
В 1999 года вместе с женой Аллой и двумя сыновьями Базулев переехал из Оулу в Хельсинки. Получает от государства страховую пенсию как профессиональный спортсмен, получивший травму на работе.

## Достижения
- Чемпионат СССР:

Чемпион (1): 1989.
Серебряный призёр (2): 1983, 1984.
- В списках 33-х лучших футболистов СССР 1 раз: № 3 — 1983 г.